# Camilo Ugo Carabelli
Camilo Ugo Carabelli (* 17. Juni 1999 in Buenos Aires) ist ein argentinischer Tennisspieler.

## Karriere
Ugo Carabelli spielte bis 2015 auf der ITF Junior Tour. Dort konnte er mit Rang 70 seine höchste Notierung in der Jugend-Rangliste erreichen. Bei den Grand-Slam-Turnieren nahm er nie teil, er gewann nur unterklassigen Junior-Turniere.
Bei den Profis spielte Ugo Carabelli ab 2016 und dort zunächst hauptsächlich auf der drittklassigen ITF Future Tour. In seinem ersten Profijahr schaffte er im Einzel den Einzug in ein Future-Halbfinale und im Doppel dreimal den Weg ins Finale, eines der Finals nutzte er zum Titel. Im Doppel gelang ihm zudem mit einem Halbfinaleinzug in Buenos Aires erstmals ein Erfolg auf der Ebene der höherdotierten ATP Challenger Tour. Jeweils war er Ende des Jahres in den Top 1000 der Tennisweltrangliste platziert. 2017 konnte er sich kaum verbessern und gewann nur im Doppel einen weiteren Future-Titel. 2018 steigerte sich Ugo Carabelli deutlich. Sechsmal stand er im Einzel in einem Future-Finale, dreimal blieb er siegreich, womit er zwischenzeitlich bis in die Top 350 vordrang und vermehrt Challengers spielen konnte. 2019 sackte er 100 Plätze ab, nachdem er nur drei Finals erreichte und keinen Titel im Einzel gewann. Bei Challengers schaffte er dafür zweimal den Einzug ins Achtelfinale. Im Doppel gewann er nach zwei Titeln 2018, im Jahr 2019 vier Titel und zog erstmals in die Top 400 des Doppels ein. In der verkürzten Saison 2020 war der einzige Höhepunkt der erstmalige Viertelfinaleinzug beim Challenger in São Paulo.
Die Saison 2021 lief wieder deutlich besser für Ugo Carabelli. In Forlì verlor er knapp sein erstes Doppelfinale auf der Challenger Tour. Im Einzel machte er es besser: In Salinas stand er im Einzel erstmals im Halbfinale. Zweimal schaffte er in diesem Jahr darüber hinaus auch das Finale zu erreichen. Während er in Lima gegen Hugo Dellien verlor, besiegte er in Warschau den Kroaten Nino Serdarušić und gewann seinen ersten Challenger-Titel. Am Jahresende stand er kurz vor dem Einzug in die Top 200. 2022 verbesserte er sich stetig weiter. Zu Jahresbeginn unterlag er im Finale von Santa Cruz seinem Landsmann Francisco Cerúndolo. Seinen zweiten Challenger-Titel gewann er im Mai 2022 in Tigre, als er erneut gegen einen Landsmann, Andrea Collarini, spielte und diesmal siegreich blieb. Damit stieg er auf sein Karrierehoch von Platz 152. Im Doppel konnte er Anfang des Jahres sein zweites Finale erreichen, das er erneut verlor. Dennoch steht er mit Rang 232 auch hier auf seiner höchsten Position.

## Erfolge
| Legende (Anzahl der Siege) |
| Grand Slam                 |
| ATP Finals                 |
| ATP Tour Masters 1000      |
| ATP Tour 500               |
| ATP Tour 250               |
| ATP Challenger Tour (8)    |

### Einzel

#### Turniersiege
| Nr. | Datum              | Turnier     | Belag | Finalgegner            | Ergebnis       |
| --- | ------------------ | ----------- | ----- | ---------------------- | -------------- |
| 1.  | 29. August 2021    | Warschau    | Sand  | Nino Serdarušić        | 6:4, 6:2       |
| 2.  | 1. Mai 2022        | Tigre       | Sand  | Andrea Collarini       | 7:5, 6:2       |
| 3.  | 14. August 2022    | Lima        | Sand  | Thiago Agustín Tirante | 6:2, 7:64      |
| 4.  | 24. September 2023 | Antofagasta | Sand  | Tristan Boyer          | 3:6, 6:1, 7:5  |
| 5.  | 4. Februar 2024    | Piracicaba  | Sand  | Federico Coria         | 7:5, 6:4       |
| 6.  | 10. März 2024      | Santa Cruz  | Sand  | Murkel Dellien         | 6:4, 6:2       |
| 7.  | 13. Oktober 2024   | Villa María | Sand  | Jesper de Jong         | 7:63, 3:6, 6:4 |
| 8.  | 9. Februar 2025    | Rosario     | Sand  | Hugo Dellien           | 3:6, 6:3, 6:2  |